# Ассмус, Бургард Гартвиг
Бургард Гартвиг Ассмус (нем. Burghard Hartwig Aßmus; 22 июля 1855, Солдин (ныне Мыслибуж, Западно-Поморское воеводство, Польша) — 1950) — немецкий писатель

, драматург, публицист, педагог, юрист, философ, переводчик. Доктор права и доктор философии.

## Биография
Работал в качестве преподавателя в военной академии. С 1888 года жил в Париже, затем в Лондоне с 1894 года. Редактировал газету для женщин «Pommerchen Hausfrauenzeitung» в Штеттене. С 1895 года несколько лет жил в Берлине, где редактировал журнал «Für Hütte und Pala». В сентябре 1905 года основал издательскую компанию «Modern Literature Publishing».
В творчестве использовал псевдонимы — Asmodi и Asmodeus. Автор ряда антиклерикальных и исторических сочинений. Занимался переводами с французского языка.

## Избранные произведения
- «Geheimniss der Schlossfrau»,
- «Geheimniss des Untersuchungsrichters»,
- «Leben und Lieben der Kapuziner. Interessante Enthüllungen aus dem Klosterleben», 1910,
- «König Lusticks galante adventures»,
- «Klosterleben. Enthüllungen über die Sittenverderbnis in den Klöstern», 1937
- «Nonnenschicksal. Interessante Enthüllungen auf Klosterpapieren», 1938,
- «Jesuitenspiegel — Interessante Beiträge zur Naturgeschichte der Jesuiten»
- «Auf dunkler Bahn»;

Драмы
- «Caligula»,
- «Künstlehrehre»,
- «Heimatlos»,
- «Dunkles Berlin»,
- Allein in London".